# Julio Adalberto Rivera Carballo
Julio Adalberto Rivera Carballo (Sonsonate, 2 de setembro de 1921 – Houston, 29 de julho de 1973) foi presidente de El Salvador de 1 de julho de 1962 a 1 de julho de 1967.

## Carreira
Foi um oficial militar que ajudou a liderar um golpe militar em 1961. De janeiro de 1961 a setembro 1961, foi membro do Diretório Cívico Militar que governou El Salvador naquele momento. Em 1962, foi eleito presidente para um mandato de cinco anos como o candidato do Partido de Conciliação Nacional. Como presidente, assinou a Aliança para o Progresso com os Estados Unidos e aceitou uma boa quantia de dinheiro para a construção de habitações de baixo custo para os salvadorenhos e outras obras públicas. Ao mesmo tempo, iniciou um serviço secreto chamado ANSESAL e o chefe desta agência foi Coronel Jose Alberto “Chele” Medrano, um informante da CIA. Rivera é conhecido por ter iniciado esquadrões da morte em El Salvador usando a inteligência e pessoal militar. Eles iriam interrogar e eliminar suspeitos de esquerda, no campo e na capital.
Depois de deixar o cargo público, então passou a servir como embaixador de El Salvador para os Estados Unidos e as Nações Unidas.